# 2007 McCuskey
2007 McCuskey eller 1963 SQ är en asteroid i huvudbältet, som upptäcktes 22 september 1963 av Indiana Asteroid Program vid Indiana University Bloomington med Goethe Link Observatory. Asteroiden har fått sitt namn efter den amerikanska astronomen Sidney Wilcox McCuskey.
Asteroiden har en diameter på ungefär 23 kilometer och den tillhör asteroidgruppen Nysa.